# Мехмед Сейфеддин-эфенди
Шехзаде Мехме́д Сейфедди́н-эфенди (осман. شهزاده محمد سیف الدین‎, тур. Mehmed Seyfeddin Efendi; 22 сентября 1874, Стамбул — 19 октября 1927, Ницца) — пятый и младший сын султана Абдул-Азиза от четвёртой жены Гевхери Кадын-эфенди.

## Биография
Мехмед Сейфеддин-эфенди родился 21 сентября или 22 сентября 1874 года в семье султана Абдул-Азиза и Гевхери Кадын-эфенди. Детство и юность Сейфеддина прошла во дворце Ферие, а некоторое время он жил в особняке Кючюк Чамлыджа. В ранней юности начал брать уроки живописи и музыки, среди его учителей музыки были Танбури Джемиль-бей и Сантури Этхем-эфенди.
В правление султана Мехмеда V поступил на службу на флот, где дослужился до звания контр-адмирала, присвоенное ему 28 июля 1918 года. 30 октября 1918 года было подписано Мудросское перемирие, после заключения которого начались вторжения войск европейских стран на территорию Османской империи. В связи с этим правительство сформировало две делегации, одну из которых возглавил Мехмед Сейфеддин и которая была отправлена во Фракию. Члены делегации рассказывали общественности о ситуации, возникшей после окончания войны и зачитали прокламацию султана, призывавшую к спокойствию. 
Согласно статье о нём в «Исламской энциклопедии», шехзаде «хорошо играл на фортепиано, тамбуре, кеменче и кануне». Он стал автором различных музыкальных произведений, среди которых были, в том числе, написанные в классическом стиле. Всего известно о более 70 созданных им произведениях.
В 1924 году ему было присвоено звание вице-адмирала. После изгнания членов дома Османов стал проживать в Париже, а затем переехал в Ниццу, где и скончался 19 октября 1927 года.

## Семья
У шехзаде Мехмеда Сейфеддина-эфенди было две жены и четверо детей:
- Неджем Фелек Ханым-эфенди — родилась 5 января 1880, брак заключён 4 декабря 1899 года[1].
  - Шехзаде Мехмед Абдул-Азиз-эфенди (26 сентября 1901, Стамбул — 19 января 1977[8], Ницца[9][неавторитетный источник]) — 40-й глава Дома Османов (1973—1977)
- Нервалитер Ханым-эфенди — родилась 27 марта 1885, брак заключён 23 февраля 1902 года[1].
  - Шехзаде Махмуд Шевкет-эфенди (30 июня 1903[1] — 1 февраля 1973[8]) — 4 мая 1922 года женился на Адиле Ханым-султан, дочери Наиме-султан[10].
  - Шехзаде Ахмед Тевхид-эфенди (2 декабря 1904[1] — 24 апреля 1966[8])
  - Фатьма Гевхери-султан (2 декабря 1904[1] — 10 декабря 1980[8])